# Zaniwie
Zaniwie – część wsi Bolęcin w Polsce położona w województwie małopolskim, w powiecie chrzanowskim, w gminie Trzebinia.
W latach 1975–1998 Zaniwie administracyjnie należało do województwa katowickiego.